# Deutsche Cadre-71/2-Meisterschaft 2012/13

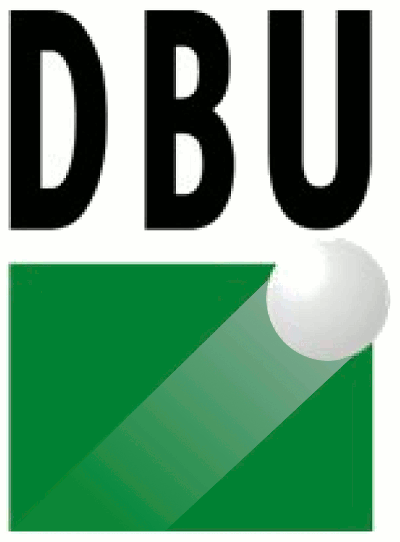
Logo DBU (ausrichtender Verband)

Veranstaltungsort: Bad Wildungen

Die Deutsche Cadre-71/2-Meisterschaft 2012/13 ist eine Billard-Turnierserie und fand vom 23. bis zum 24. Oktober 2012 in Bad Wildungen zum 63. Mal statt.

## Geschichte
Nach sechs Podestplätzen im Cadre 71/2 gelang Sven Daske diesmal der erhoffte Erfolg. Das Turnier begann für ihn sehr verheissungsvoll. Gleich in der ersten Spielrunde besiegte er den Titelverteidiger Thomas Nockemann mit 150:26 in vier Aufnahmen. Trotz einer Niederlage gegen Dieter Steinberger schaffte er den ersten Gruppenplatz und kam im Halbfinale dann zu einem Sieg gegen Markus Melerski. Im Finale kam es zum Duell mit den anderen Gruppensieger Wolfgang Zenkner. Hier zeigte Daske dann seine beste Turnierleistung und siegte sicher mit 150:58 in zwei Aufnahmen.

## Modus
Gespielt wurden zwei Vorrundengruppen bis 150 Punkte. Die beiden Gruppenbesten spielten dann im K.-o.-System den Sieger aus. Platz drei wurde nicht mehr ausgespielt.
Die Endplatzierung ergab sich aus folgenden Kriterien:
1. Matchpunkte
2. Generaldurchschnitt (GD)
3. Bester Einzeldurchschnitt (BED)
4. Höchstserie (HS)

## Teilnehmer (alphabetisch)
1. Thomas Nockemann (DBC Bochum) (Titelverteidiger)
2. Thomas Berger (Wiesbadener BC)
3. Sven Daske (BF LZ Schiffweiler)
4. Carsten Lässig (BG Coesfeld)
5. Markus Melerski (Bfr. Weitmar)
6. Arnd Riedel (BC Wedel)
7. Dieter Steinberger (BC Kempten)
8. Wolfgang Zenkner (BC München)

## Turnierverlauf

### Gruppenphase
| MP    | Match Points (Sieger = 2; Unentschieden = 1; Verlierer = 0) |
| Pkte. | Erzielte Karambolagen                                       |
| Aufn. | Benötigte Versuche                                          |
| GD    | Generaldurchschnitt                                         |
| BED   | Bester Einzeldurchschnitt eines Spielers                    |
| HS    | Höchstserie                                                 |
|       | Bester GD des Turniers                                      |
|       | Bester ED des Turniers                                      |
|       | Beste HS des Turniers                                       |
|       | 1. Platz (Gold)                                             |
|       | 2. Platz (Silber)                                           |
|       | 3. Platz (Bronze)                                           |

| Platz                      | Name               | MP  | Pkte. | Aufn. | GD    | BED   | HS  |
| -------------------------- | ------------------ | --- | ----- | ----- | ----- | ----- | --- |
| 1                          | Sven Daske         | 4:2 | 362   | 29    | 12,48 | 37,50 | 115 |
| 2                          | Arnd Riedel        | 4:2 | 360   | 34    | 10,58 | 18,75 | 88  |
| 3                          | Th. Nockemann      | 2:4 | 289   | 25    | 11,56 | 15,00 | 68  |
| 4                          | Dieter Steinberger | 2:4 | 301   | 28    | 10,75 | 15,00 | 52  |
| Gruppendurchschnitt: 11,31 |                    |     |       |       |       |       |     |

| Platz                      | Name             | MP  | Pkte. | Aufn. | GD    | BED   | HS  |
| -------------------------- | ---------------- | --- | ----- | ----- | ----- | ----- | --- |
| 1                          | Wolfgang Zenkner | 4:2 | 447   | 21    | 21,28 | 21,42 | 80  |
| 2                          | Markus Melerski  | 4:2 | 409   | 35    | 11,68 | 15,00 | 57  |
| 3                          | Carsten Lässig   | 2:4 | 294   | 23    | 12,78 | 37,50 | 123 |
| 4                          | Thomas Berger    | 2:4 | 354   | 31    | 11,41 | 16,66 | 61  |
| Gruppendurchschnitt: 13,67 |                  |     |       |       |       |       |     |

## Finalrunde
| Halbfinale       |     |     |   |       |       |     |
| Sven Daske       | 2:0 | 150 | 4 | 37,50 | 37,50 | 47  |
| Markus Melerski  | 0:2 | 65  | 4 | 16,25 | –     | 47  |
| Wolfgang Zenkner | 2:0 | 150 | 8 | 18,75 | 18,75 | 49  |
| Arnd Riedel      | 0:2 | 116 | 8 | 14,50 | –     | 55  |
| Finale           |     |     |   |       |       |     |
| Sven Daske       | 2:0 | 150 | 2 | 75,00 | 75,00 | 113 |
| Wolfgang Zenkner | 0:2 | 58  | 2 | 29,00 | –     | 51  |

## Abschlusstabelle
| Klassement                 | Klassement | Klassement         | Klassement | Klassement | Klassement | Klassement | Klassement | Klassement | Klassement |
| Phase                      | Platz      | Name               | MP         | Pkte.      | Aufn.      | GD         | BED        | HS         |            |
| -------------------------- | ---------- | ------------------ | ---------- | ---------- | ---------- | ---------- | ---------- | ---------- | ---------- |
| Finale                     | 1          | Sven Daske         | 8:2        | 662        | 35         | 18,91      | 75,00      | 115        |            |
| Finale                     | 2          | Wolfgang Zenkner   | 6:4        | 655        | 31         | 21,12      | 21,42      | 80         |            |
| Halb- finale               | 3          | Markus Melerski    | 4:4        | 474        | 39         | 12,15      | 15,00      | 57         |            |
| Halb- finale               | 3          | Arnd Riedel        | 4:4        | 476        | 42         | 11,33      | 18,75      | 88         |            |
| Gruppen- phase             | 5          | Carsten Lässig     | 2:4        | 294        | 23         | 12,78      | 37,50      | 123        |            |
| Gruppen- phase             | 6          | Thomas Nockemann   | 2:4        | 289        | 25         | 11,56      | 15,00      | 68         |            |
| Gruppen- phase             | 7          | Thomas Berger      | 2:4        | 354        | 31         | 11,41      | 16,66      | 61         |            |
| Gruppen- phase             | 8          | Dieter Steinberger | 2:4        | 301        | 28         | 10,75      | 15,00      | 52         |            |
| Turnierdurchschnitt: 13,79 |            |                    |            |            |            |            |            |            |            |